# Đại học Nancy
Đại học Nancy tổ chức thành liên đoàn ba học viện giáo dục đại học chính của Nancy, vùng Lorraine, Pháp.
- Đại học Henri Poincaré (UHP, cũng gọi là Nancy 1): khoa học tự nhiên, gồm nhiều khoa và trường kỹ thuật
  - École Supérieure des Sciences et Technologies de l'Ingénieur de Nancy: khoa học công trình tổng hợp
  - École Supérieure d'Informatique et Applications de Lorraine: khoa học máy tính
- Nancy 2 University: khoa học xã hội
- Institut national polytechnique de Lorraine (INPL): trường kỹ thuật, nổi bật:
  - ENSEM: kỹ thuật cơ khí và điện
  - Mines de Nancy: kỹ thuật công trình tổng hợp
  - ENSIC: hóa học
  - ENSAIA: kỹ thuật nông nghiệp

Đại học của Nancy gốc được thành lập năm 1572 tại thành phố gần đó Pont-à-Mousson, và chuyển giao cho Nancy trong năm 1768.
Với hơn 50 000 sinh viên, Nancy có số sinh viên lớn thứ năm ở Pháp.